# Cale Yarborough
William Caleb "Cale" Yarborough, född 27 mars 1939 i Timmonsville i Florence County, South Carolina, död 31 december 2023 i Florence, South Carolina, var en amerikansk racerförare.

## Racingkarriär
Yarborough far var en tobaksodlare, och Cale växte upp på en farm. Det första racet han gick på var som elvaåring på Southern 500 i Darlington i hemstaten South Carolina. Som tonåring försökte han ljuga om sin ålder för att få starta i racet, men upptäcktes och diskvalificerades. Han gjorde dock sedermera sin debut som Nascar-förare under den tävlingen 1957. Det dröjde till 1965 innan han tog sin första seger. Han vann sedan Daytona 500 1968, vilket var hans första stora seger under karriären. Han hade deltidsprogram ända fram till 1973, då han började köra för Junior Johnson. 1974 satte han sitt personliga rekord i antalet segrar, med 10 racevinster, innan han sensationellt vann tre raka titlar 1976, 1977 och 1978. Det var första gången någon gjort detta, och det dröjde 30 år innan Jimmie Johnson upprepade bedriften. 1979 hamnade Yarborough i en berömd fight med bröderna Bobby och Donnie Allison under Daytona 500, efter att Donnie och Yarborough kolliderat när de slogs om ledningen i slutet av racet. Yarborough vann sitt sista lopp 1985, och körde sitt sista lopp 1988. Han gjorde sedan ett mindre lyckat försök som stallägare.